# Guerres froides
Pour les articles homonymes, voir Guerre froide (homonymie).
Pour plus de détails, voir Fiche technique et Distribution.
Guerres froides (The Ploughman's Lunch) est un film dramatique et politique britannique réalisé par Richard Eyre et sorti en 1983.

## Synopsis
James Penfield est un journaliste de carrière. Il a fait faillite et se retrouve, avec un groupe d'autres écrivains, au cœur de la controverse britannique à l'époque de la guerre des Malouines.

## Fiche technique
- Titre français : Guerres froides[1]
- Titre original : The Ploughman's Lunch[2]
- Réalisation : Richard Eyre
- Scénario : Ian McEwan
- Photographie : Clive Tickner
- Montage : David Martin
- Musique : Dominic Muldowney
- Décors : Luciana Arrighi
- Production : Ann Scott, Simon Relph
- Sociétés de production : Goldcrest Films International
- Format : couleurs - 1,85:1 - Son mono - 35 mm
- Pays de production :  Royaume-Uni
- Langue de tournage : anglais britannique
- Genre : drame politique
- Durée : 107 minutes
- Dates de sortie : 
  - Royaume-Uni : mai 1983
  - France : 4 avril 1984

## Distribution
- Jonathan Pryce : James Penfield
- Tim Curry : Jeremy Hancock
- Charlie Dore : Susan Barrington
- Rosemary Harris : Ann Barrington
- Frank Finlay : Matthew Fox